# Diporiphora albilabris
Espèce
Statut de conservation UICN

 LC  : Préoccupation mineure
Diporiphora albilabris est une espèce de sauriens de la famille des Agamidae.

## Répartition
Cette espèce est endémique d'Australie. Elle se rencontre au Kimberley en Australie-Occidentale et en Terre d'Arnhem au Territoire du Nord.

## Liste des sous-espèces
Selon The Reptile Database (17 avr. 2012) :
- Diporiphora albilabris albilabris Storr, 1974 du Kimberley
- Diporiphora albilabris sobria Storr, 1974 de Terre d'Arnhem

## Étymologie
Son nom d'espèce, du latin, alba, « blanc », et labrum, « lèvre », lui a été donné en référence à la bande blanche présente au niveau de sa bouche.

## Publication originale
- Storr, 1974 : Agamid lizards of the genera Caimanops, Physignathus and Diporiphora in Western Australia and Northern Territory. Records of the Western Australian Museum, vol. 3, no 2, p. 121-146 (texte intégral).